# ليزا كولينز
ليزا كولينز (بالإنجليزية: Lisa Collins)‏ هي ممثلة أسترالية، ولدت في 1968 في أستراليا.

## وصلات خارجية
- ليزا كولينز على موقع IMDb (الإنجليزية)
- ليزا كولينز على موقع ألو سيني (الفرنسية)
- ليزا كولينز على موقع أول موفي (الإنجليزية)
- ليزا كولينز على موقع قاعدة بيانات الأفلام السويدية (السويدية)
- ليزا كولينز على موقع قاعدة بيانات الفيلم (الإنجليزية)
- ليزا كولينز على موقع كينوبويسك (الروسية)